# Pakis (Pakis)
Pakis is een bestuurslaag in het regentschap Magelang van de provincie Midden-Java, Indonesië. Pakis telt 4420 inwoners (volkstelling 2010).